# Niagara Cemetery (Iwuy)
Le cimetière « Niagara Cemetery, Iwuy  » est l'un des deux cimetières militaires de la Première Guerre mondiale situés sur le territoire de la commune d'Iwuy, Nord. Le second est Iwuy Communal Cemetery.

## Localisation
Ce cimetière est situé en pleine campagne, à 3 km au sud de la ville, route de Rieux, à mi-distance entre Iwuy et Rieux-en-Cambrésis.

## Historique
Occupée dès la fin août 1914 par les troupes allemandes, la ville d'Wuy est restée  loin du front jusqu'au 10 d'octobre 1918, date à laquelle  les positions allemandes qui défendaient la ville ont été attaquées par les troupes britanniques et canadiennes. Cette attaque a été le théâtre de la dernière charge de la cavalerie canadienne qui a payé un lourd tribut puisque 170 soldats canadiens sont tombés les 10 et 11 octobre. Iwuy a finalement été définitivement libérée dans les jours suivants. Ce cimetière a été créé en octobre 1918.

## Caractéristique
Le cimetière contient 201 sépultures de soldats  de la Première Guerre mondiale.

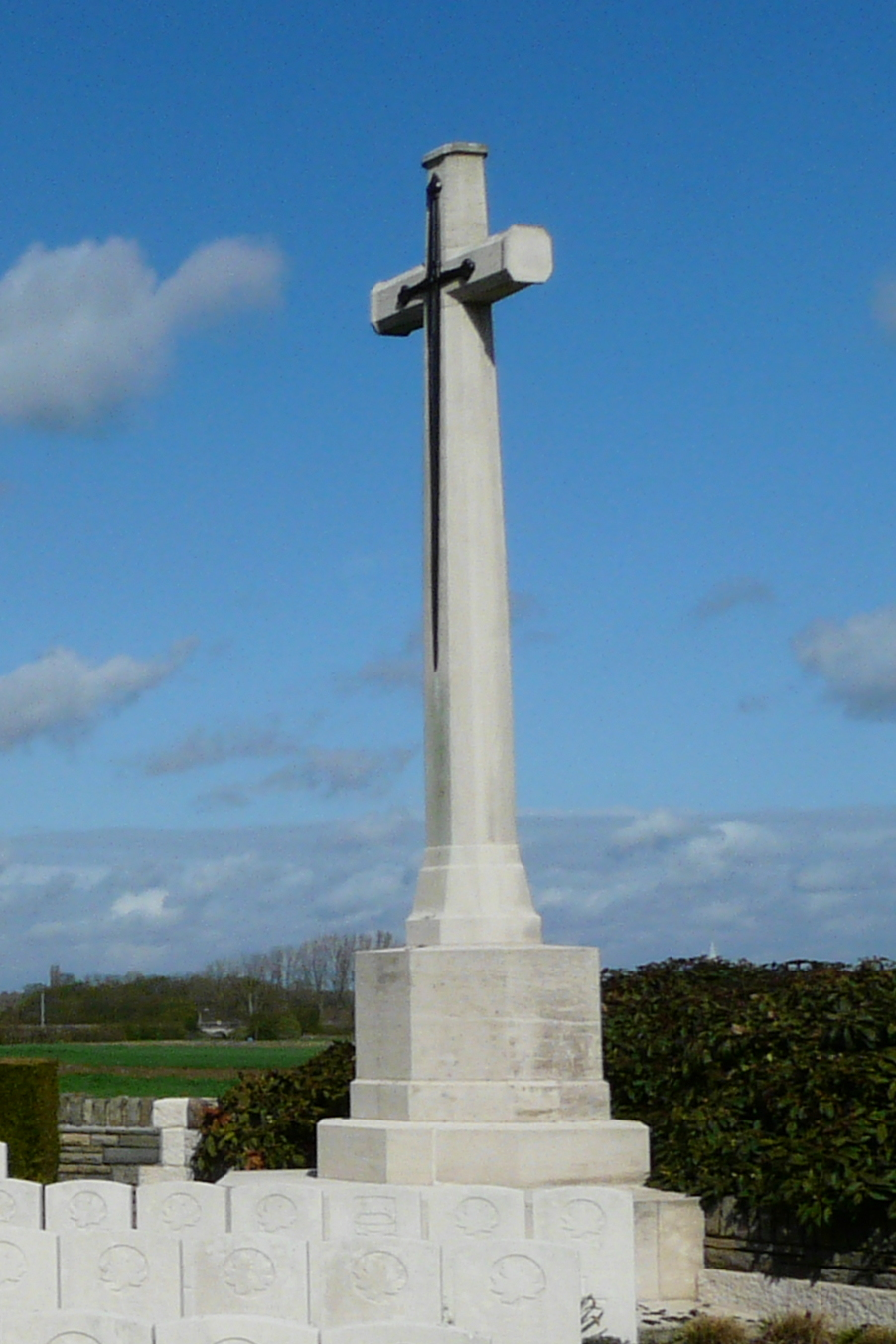

## Sépultures
| Pays        | Sépultures |
| ----------- | ---------- |
| Royaume-Uni | 31         |
| Canada      | 170        |
| Total       | 201        |

### Liens Externes
- « Niagara », sur inmemories.com (consulté le 3 juillet 2023)